# Theodor Werner
Theodor Werner (Jettenburg, 14 febbraio 1886 – Monaco di Baviera, 15 gennaio 1969) è stato un pittore tedesco.

## Biografia
Uno dei pittori che maggiormente rappresentò l'arte astratta tedesca, fece parte del gruppo Zen 49 sino al suo scioglimento, si sposò con Woty. 

## Premi
- 1951: Kunstpreis der Stadt Berlino
- 1953: Internationaler Preis Lissone a Milano und Kritikerpreis der Stadt Berlin
- 1954: Kritikerpreis der Stadt Berlin.